# سردنیه بابالاروو
سردنیه بابالاروو (انگلیسی: Sredneye Babalarovo) یک شهرک در شهرستان کویورگازینسکی جمهوری باشقیرستان در کشور روسیه است.